# محمد هاشم
محمد هاشم (1958 –) هو مؤلف وناشر وناشط مصري، قام بتأسيس دار النشر المستقلة «ميريت» في القاهرة عام 1998 والتي تعد من أشهر دور النشر في مصر والتي غيرت المشهد الأدبي المعاصر في مصر بشكل كبير منذ نشأتها، حيث جمعت مجموعة رائعة من المؤلفين معظمهم من الشباب والناشرين الجدد.
صدرت له عدة رويات وكانت روايته الاولي «ملاعب مفتوحة» التي صدرت عام عام 2004.
فاز بجائزة «جيري لابير» لحرية النشر من اتحاد الناشرين الأميركيين عام 2006 وفي عام 2011 فاز بجائزة «هيرمان كستن» الألمانية والتي يقدمها مركز القلم الألماني التابع لنادي القلم الدولي.

## حياته
ولد محمد هاشم عام في مدينة طنطا بدلتا النيل في مصر في عام 1958 عمل كصحفي ومؤلف، وفي عام 1979 كان هاشم منخرطاً في الحركة الشيوعية المصرية وتعرض للملاحقة والسجن أيام الرئيس الأسبق أنور السادات «بتهمة الشيوعية وقلب نظام الحكم وإهانة رئيس الجمهورية»، وبعد خروجه من السجن شهدت المنطقة أحداثا تاريخية مثل تدخل إسرائيل العسكري في لبنان ردا على عمليات منظمة التحرير الفلسطينية عام 1982 وعلى إثر هذه الأحداث أصيب ب«اكتئاب» وقرر مغادرة مصر إلى الأردن، وفي عمان بدأ يعمل في مختلف المهن كما شرع في كتابة قصص قصيرة.
عاد إلى مصر في نهاية 1986 وعمل 12 عاماً في دار «المحروسة للنشر»، وفي عام 1998 قرر الانفصال عن الدار وتأسيس داره على اسم «ميريت» التي سميت على اسم إحدى الأميرات الفرعونية المشهورة بالجمال، وقام بنشر مجموعة من القصص القصيرة ورواية بعنوان «ملاعب مفتوح» التي نُشرت عام 2004.

## نشاطه السياسي
وفي 4 ديسمبر عام 2004 كانت بداية حركة «كفاية»، وشارك في ذلك اليوم مع تجمع نحو 300 كاتب ومثقف وسياسي من كافة التيارات الثقافية والسياسية والدينية ضد مبارك، وانضمت للحركة شخصيات شهيرة مثل الأديب بهاء طاهر والروائي علاء الأسواني والصحفي عبد الحليم قنديل والناشط السياسي جورج إسحاق والفنان التشكيلي عادل السيوي.
ومن حركة كفاية وُلدت حركة أخرى تحت شعار «أدباء وفنانون من أجل التغيير» والتي التفت فيما بعد في مطلع عام 2010 حول محمد البرادعي بعد عودته إلى مصر.
شارك في المظاهرات التي سبقت ثورة يناير وكذلك في أحداث ثورة 25 يناير، حيث تحولت دار ميريت إلى مركز للناشطين والمتظاهرين نظراً لأنها تقع في وسط البلد بالقاهرة وقريبة من ميدان التحرير.
وفي عام 2011 وخلال أحداث محمد محمود قام العميد عادل عمارة المتحدث بأسم المجلس العسكري بمصر بإتهام محمد هاشم ودار ميريت التي يديرها باستخدام مكاتب داره القريبة من الميدان لتحريض المحتجين من خلال توزيعه المواد الغذائية وأقنعة الغاز مجانا عليهم، وصدرت مذكرة اعتقال بحقه، ودعت رابطة الناشرين إلى مظاهرة تضامن معه وأحتجت على هذا القرار.
كان النشاط السياسي الذي قام به محمد هاشم من خلال دار ميريت قد تسبب في المضايقات الأمنية وإغلاقها عدة مرات بواسطة شرطة المصنفات الفنية عام 2015 بالإضافة إلى مصادر عدة كتب ومنشورات لها.

## جوائز
حصل على جوائز منها: 
- فاز بجائزة «جيري لابير» لحرية النشر من اتحاد الناشرين الأميركيين عام 2006.[19]
- جائزة «جائزة هيرمان كستن» Hermann Kesten Prize عام 2011.[20][21]